# Île Neny
L'île Neny est une île située sur la partie côtière sud-ouest de la terre de Graham en Antarctique. Elle a été découverte lors de l'expédition British Graham Land (BGLE) (1934-1937). Elle a été nommée ainsi par sa proximité avec le fjord Neny découvert par Jean-Baptiste Charcot.